# Konkurrencesvømmestævne
Et svømmestævne er en sportskonkurrence hvor der konkurreres i svømning. Der findes svømmestævner for børn, unge, voksne og ældre, og i Danmark afholdes både svømmestævner for amatører og professionelle. Dansk Svømmeunion arrangerer hvert år en række mesterskaber, og derudover arrangerer svømmeklubber stævner, f.eks. for klubbens egne svømmere (klubmesterskab).
Til nogle stævner kan alle deltage, mens der til andre er et kravtider eller aldersgrænser. For at deltage i et stævne med kravtid skal en svømmer have svømmet hurtigere end kravtiden i den pågældende disciplin.

## Fysiske rammer
Et svømmestævne foregår i et bassin, som i Danmark oftest er indendørs i en svømmehal. Der findes dog også undendørs bassiner som kan bruges til afholdelse af stævner.

### Bassinet
Svømmebassinet er opdelt, således at svømmerne bruger en bane hver. Banerne er adskilt med banetove. Banetovene består af reb eller metalwirer hvorpå der er monteret bøjer eller plasticskiver som er med til at holde tovene oppe i vandoverfladen, og desuden virker bølgebrydende. Banetovene er ofte farvet så de nemt kan ses både i bassinet og fra bassinkanten, og midten er typisk markeret med en anden farve.
Banerne kan være enten 25 m (kortbane) eller 50 m (langbane). Dette er de internationalt anerkendte mål som er fastsat af FINA, dog afholdes der i USA også svæmmestævner i bassiner der er målt i yards. I Danmark er der typisk 6 eller 8 baner, men der findes også svømmehaller der har 5 eller 10 baner. Der benyttes dog højst 10 baner ved svømmestævner. Bassinets dybde kan variere. Dog skal dybden ved internationale mesterskaber være mindst 1,8 m i den laveste ende.

### Startskammel
På kanten ved hver bane er der placeret startskammel hvorpå svømmerne står når starten går. Den plane den af startskamlen skråner let nedad mod bassinet. Under skamlen findes en stang der benyttes til at holde fast i, når der startes nede i vandet. Dette er for det meste kun tilladt når der svømmes rygcrawl. Lige bagved skamlen er der plads til at placere en lille højtaler til startsignal.

### Vendeflag
Fem meter fra hver ende hænger der over bassinet en snor med flag. Disse markerer for svømmere i rygcrawl at kanten er nær. Vendeflagene kan være ensfarvede eller flerfarvede, eller der kan være trykt f.eks. et sponsornavn på dem. De er oftest lavet af plastic.

### 15-m snor
15-m snoren (tidligere tyvstartsnoren) markerer det sted hvor svømmerne efter en start har svømmet 15 meter. Dette gøres fordi det ikke er tilladt at svømme mere end 15 meter under vandet efter starten. Tidligere blev snoren sænket ned i vandet ved tyvstart, for at stoppe svømmere som ikke bemærkede tyvstarten, således at starten kunne gå om. I dag går starten ikke længere om ved tyvstart, og snoren benyttes ikke længere til dette formål.

### Tidtagningsplader
Ved mange stævner benyttes der elektronisk tidtagning. En plade der er sat fast på endevæggen registrerer det tryk på pladen som svømmerne udøver ved afslutningen af et løb.

### Tilskuere
I mange svømmehaller forefindes tilskuerpladser som både er beregnet til deltagende svømmere, trænere og ledere, men også tilskuere og presse. Området tættest på bassinet er dog forbeholdt svømmere, trænere og officials.

## Officials
Til et svømmestævne skal der bruges et antal officials til at få stævnet til at køre:
- Overdommer – har det overordnede ansvar for stævnet
- Starter – har ansvaret for start proceduren
- Banedommere – går langs bassinet på begge sider og bedømmer stilarterne
- Vendedommere – bedømmer vendingerne
- Ledende tidtager
- Tidtagere – 1-3 pr. bane
- Ledende måldommer
- Speaker – annoncerer svømmerne til de enkelte heat
- Person der styrer el-tiden
- Sekretær – laver programmer og resultatlister

Der er altid en overdommer, og til mesterskaber er der typisk to. Der bruges en banedommer på hver side af bassinet. Antallet af vendedommere afhænger af hvor mange baner der svømmes på. Typisk holder en vendedommer øje med to baner samtidig. Til et svømmestævne med elektronisk tidtagning skal der bruges én tidtager pr. bane.

## Forløb
Et svømmestævne er inddelt i løb som repræsenterer en disciplin. Da der ofte er flere deltagere i et løb end der er baner i bassinet, inddeles hvert løb i det nødvendige antal heat. Svømmerne fordeles i heatene på baggrund af deres tilmeldingstider. Som hovedregl er de hurtigste svømmere at finde i de sidste heat i et løb, men dette afhænger af stævnets form.

### Seedning ved direkte finaler
Når der svømmes med direkte finaler, skal de 6 (8) hurtigste svømmere altid svømme i det sidste heat, de næste 6 (8) i det næstsidste heat osv. Ved tilmelding til stævnet angives svømmerens hidtil hurtigste tid i den pågældende disciplin. Denne bruges til placering af svømmeren i det rigtige heat. Den hurtigste svømmer i et heat (efter tilmeldingstiden) skal altid ligge på midterbanen, eller, hvis bassinet har et lige antal baner, på den af de to midterbaner med det laveste nummer. De langsomste svømmere ligger på yderbanerne. Til et stævne på 6 baner fordeles svømmerene således: 3 – 4 – 2 – 5 – 1 – 6. Ved 8 baner er banetildelingen: 4 – 5 – 3 – 6 – 2 – 7 – 1 – 8. På denne måde opnås det der kaldes spydspidsformationen.

### Seedning ved indledende løb og finaler
Ved nogle stævner, f.eks. danske mesterskaber samt europæiske og verdensmesterskaber, svømmes der indledende heat om formiddagen og finaler (evt. også semifinaler) om eftermiddagen. Finalerne kan svømmes samme dag eller en af de følgende dage. I sådanne tilfælde seedes heatene på en måde så de hurtigste svømmere efter tilmeldingstiden ikke kommer til at svømme i mod hinanden i de indledende heat. Svømmeren med hurtigste tilmeldingstid svømmer på den ene midterbane i det sidste heat, den med næsthurtigste tilmeldingstid svømmer på samme bane i det næstsidste heat og den med den tredjehurtigste tilmeldingstid svømmer på samme bane i det tredjesidste heat. Den fjerehurtigste svømmer bliver derefter placeret på den anden midterbane i det sidste heat, den femtehurtigste på denne bane i det næstsidste heat osv. Hvis der er mere end 18 eller 24 svømmere i et løb seedes de resterende heat på samme måde som ved direkte finaler. I finaleløbet seedes svømmerne så de der har hurtigste tid fra de indledende heat ligger på midterbanerne.

### Seedning ved holdstævner
Ved holdstævner, hvor hver klub stiller med en eller to svømmere er der typisk rullende banefordeling. Det betyder at til det første heat i det første løb tildeles hver klub en bane, hvorpå klubbens repræsentant svømmer. Denne fordeling kan f.eks. ske ved lodtrækning. Derefter rykker klubberne i hvert heat en bane, således at alle klubber, på skift, kommer til at svømme på alle baner.

## Præmier
Ved nogle svømmestævner uddeles der præmier. I langt de fleste tilfælde uddeles der medaljer til nummer 1, 2 og 3 i hvert løb, af henholdsvis guld, sølv og bronze. Ved nogle svømmestævner er præmierne T-shirts, badehætter, svømmebriller eller lign., og ved nogle stævner gives der pengepræmier. I Danmark er pengepræmier sjældne.